# Groene kalkstippelkorst
Groene kalkstippelkorst (Verrucaria viridula) is een korstmossoort uit de familie Verrucariaceae. Hij leeft op steen in symbiose met een groene alg.

## Determinatie

### Uiterlijke kenmerken
Groene kalkstippelkorst is een korstvormig korstmos. Het thallus is grotendeels in het substraat ingezonken en is grijs tot heldergroen van kleur, met grote zwarte peritheciën en in het algemeen begrensd door een donkerbruine prothallus. De peritheciën zijn tot half tot bijna volledig verzonken in thallus, 0,15–0,5 mm breed.
Hij heeft geen kenmerkende kleurreacties. 

### Microscopische kenmerken
De ascosporen zijn ellipsoïde tot breed ellipsoïde en meten 28–34 × 14–20 µm.

### Gelijkende taxa
Groene kalkstippelkorst lijkt met de grote zwarte apotheciën op de zeldzamere bleke stippelkorst (Verrucaria ochrostoma), die een dik, okergrijs thallus heeft en vooral op harde kalksteen (natuursteen) groeit.

## Ecologie
Groene kalkstippelkorst is een kenmerkende soort voor de bovenzijde van oude baksteenmuren, waar de soort op de overgang tussen de voegen en de baksteen groeit.

## Verspreiding
In Nederland is groene kalkstippelkorst een vrij algemene soort. Hij is niet bedreigd en staat niet op de Nederlandse Rode Lijst.